# Coenred av Mercia
Coenred (även stavat Cenred eller Cœnred) var kung av Mercia i nuvarande Midlands i England åren 704 till 709. Han var son till Wulfhere av Mercia, som efterträddes av sin bror Æthelred vid sin död 675. Æthelred abdikerade år 704 till förmån till Coenred för att bli munk.
Coenreds tid som regent är dåligt dokumenterad, men en samtida källa nämner att han var utsatt för walesiska angripare. Det är inte känt om han var gift eller hade några barn, men senare krönikor hävdar att han var förfader till Wigstan, kung av Mercia på 800-talet. Coenred abdikerade år 709 och gav sig av på en pilgrimsfärd till Rom där han förblev en munk under resten av sitt liv. Han efterträddes som kung av Æthelreds son Ceolred.